# 마쓰다이라 노부미치 (1762년)
마쓰다이라 노부미치(일본어: 松平信道, 1762년 2월 15일 ~ 1791년 9월 15일)는 단바 가메야마 번의 제3대 번주이다.
1762년(호레키 12년 1월 22일), 제2대 번주 마쓰다이라 노부나오의 장남으로 태어났다. 1778년(안에이 7년 12월), 종5위하 우네메노카미(采女正)에 서임되고, 다음해에는 와카사노카미(若狭守)가 된다. 1781년 7월 18일(덴메이 원년 윤5월 27일), 아버지의 은거로 가독을 상속해 제3대 번주가 되고, 기이노카미(紀伊守)에 서임된다.
막부의 명령으로 황거 경호와 교토 경호를 맡고, 1778년(덴메이 8년) 음력 4월에는 소샤반과 지샤부교 견습을 겸임한다. 음력 6월에는 정식으로 지샤부교가 되었다. 간세이 개혁에서는 마쓰다이라 사다노부의 측근으로 막정에 참여한다. 번정에 있어서는, 1789년(간세이 원년)에 '영중형률 89조(領中刑律89条)'라고 하는 법령을 제정했다.
1791년 9월 15일(간세이 3년 8월 18일)에 죽는다. 향년 30세.
가독은 장남 노부타카가 상속했다.
| 전임 마쓰다이라 노부나오 | 제13대 가타노하라 마쓰다이라가 당주 1781년 ~ 1791년 | 후임 마쓰다이라 노부타카 |

| 전임 마쓰다이라 노부나오 | 제3대 단바 가메야마 번 번주 (가타노하라 마쓰다이라가) 1781년 ~ 1791년 | 후임 마쓰다이라 노부타카 |